# ميل ميريت
ميل ميريت (بالإنجليزية: Mel Merritt)‏ هو مدير فني أمريكي، ولد في 11 نوفمبر 1897 في ميدلتون في الولايات المتحدة، وتوفي في 22 أغسطس 1986 في بالم بيتش في الولايات المتحدة.